# Moraea namaquana
Moraea namaquana är en irisväxtart som först beskrevs av Peter Goldblatt, och fick sitt nu gällande namn av Peter Goldblatt. Moraea namaquana ingår i släktet Moraea och familjen irisväxter. Inga underarter finns listade i Catalogue of Life.